# William Lee (Erfinder)
William Lee (* um 1563 in Calverton, Nottinghamshire; † 1614) war ein englischer Geistlicher und Erfinder des Handkulierstuhls.

## Leben
Von 1579 an studierte er am Christ’s College (Cambridge). 1582 graduierte er am St John’s College (Cambridge). Danach war er Kurat in Calverton.
Als Student hatte er geheiratet. Da sein Amt als Prediger wenig einbrachte, musste seine Frau mit Strümpfestricken Geld dazuverdienen. Lee grübelte über eine Maschine, die schneller strickte, und hatte die Idee, die Nadelspitzen zu einem winzigen Häkchen umzubiegen. 1589 konnte er den ersten gut funktionierenden Handkulierstuhl für die Strumpfwirkerei vorführen, der sechsmal schneller arbeitete als die Hand. Ein Patent wurde ihm jedoch verwehrt, auch auf eine verbesserte Version.
Im Juni 1600 ging er eine Partnerschaft mit George Brooks ein, der jedoch kurz danach hingerichtet wurde. Daraufhin ging Lee mit seinem Bruder James nach Frankreich, wo ihm unter Heinrich IV. ein Patent erteilt wurde. Er begann eine Wirkwaren-Manufaktur in Rouen. 1610 ging er eine Partnerschaft mit dem Tuchhändler Pierre de Caux (dieser war möglicherweise ein Bruder von Salomon de Caus) aus der Pfarrei Notre-Dame-de-la-Ronde ein.
Nach Heinrichs Tod im Jahr 1610 wurde sein Patent missachtet. William Lee starb in Verzweiflung. Sein Bruder ließ sich daraufhin nahe Nottingham nieder.